# Le Duc d'Aumale recevant la soumission d'Abd-el-Kader
Le Duc d'Aumale recevant la soumission d'Abd-el-Kader (ou La Reddition d'Abd-el-Kader ou encore La Soumission d'Abd-el-Kader) est un bas-relief en plâtre de 80,2 × 120,8 × 13 cm réalisée en 1899 par l'artiste français Jean-Léon Gérôme,. Il est conservé au musée Jean-Léon Gérôme de Vesoul en France.
Cette œuvre servira, avec le bas-relief La Prise de la Smalah, à la réalisation de la statue équestre de Henri d'Orléans, duc d'Aumale, de Jean-Léon Gérôme, visible au château de Chantilly.

## Description
Le bas-relief représente la reddition d'Abd-el-Kader en décembre 1847. Il met en évidence deux groupes de personnages. Le groupe à gauche se compose de trois hommes portant des burnous et des chèches, auprès d'un cheval. L'un de ces personnages est l'émir Abd-el-Kader s'inclinant face à quatre militaires en uniforme, dont le duc d'Aumale. On remarque, en arrière-plan, un groupe d'hommes à proximité de hautes montagnes.